# Монаханс (Тексас)
Монаханс (енгл. Monahans) град је у америчкој савезној држави Тексас. Налази се у окрузима Ворд и Винклер. Седиште је округа Ворд. По попису становништва из 2010. у њему је живело 6.953 становника.

## Демографија
Према попису становништва из 2010. у граду је живело 6.953 становника, што је 132 (1,9%) становника више него 2000. године.
| Група             | 2000.         | 2010.         |
| Белци             | 3.417 (50,1%) | 2.892 (41,6%) |
| Афроамериканци    | 352 (5,2%)    | 452 (6,5%)    |
| Азијати           | 24 (0,4%)     | 25 (0,4%)     |
| Хиспаноамериканци | 2.978 (43,7%) | 3.549 (51,0%) |
| Укупно            | 6.821         | 6.953         |